# Diecezja Teófilo Otoni

Regional CNBB Leste 2.

Diecezja Teófilo Otoni.

Diecezja Teófilo Otoni (łac. Dioecesis Otonipolitana) – diecezja Kościoła rzymskokatolickiego w Brazylii. Należy do metropolii Diamantina, wchodzi w skład regionu kościelnego Leste II. Została erygowana przez papieża Jana XXIII bullą Sicut virentes w dniu 27 listopada 1960.